# Glochidion ultrabasicola
Glochidion ultrabasicola är en emblikaväxtart som beskrevs av Airy Shaw. Glochidion ultrabasicola ingår i släktet Glochidion och familjen emblikaväxter.
Artens utbredningsområde är Sulawesi. Inga underarter finns listade i Catalogue of Life.